# Schkeuditzer Kreuz
Das Schkeuditzer Kreuz (auch: Autobahnkreuz Schkeuditz; Abkürzung: AK Schkeuditz; Kurzform: Kreuz Schkeuditz) ist das älteste Autobahnkreuz Europas und liegt in Sachsen in der Metropolregion Mitteldeutschland. Es verbindet die Bundesautobahn 9 (Berlin–Leipzig–München) mit der Bundesautobahn 14 (Wismar–Magdeburg–Dresden).

## Geographie
Das Kreuz liegt auf dem Gemeindegebiet von Wiedemar und Schkeuditz. Die umliegenden Städte und Gemeinden sind Kabelsketal, Schkopau, Zwochau und Landsberg (Saalekreis). Die nächstgelegenen Ortsteile sind Werlitzsch auf Wiedemarer Gebiet sowie Glesien und Kursdorf auf dem Gebiet von Schkeuditz und Beuditz auf Kabelsketaler Gebiet. Es befindet sich etwa 15 km nordwestlich von Leipzig, etwa 20 km südöstlich von Halle/Saale und etwa 45 km südlich von Dessau.
In der Nähe verläuft die sächsisch-sachsen-anhaltische Grenze.
In unmittelbarer Nähe befindet sich mit dem Flughafen Leipzig-Halle einer der größten Frachtflughäfen Europas, von dem die A 14 in Richtung Dresden drei Rollwege zwischen Start- und Landebahn und Terminal unterquert.
Die Eisenbahn-Neubaustrecke Erfurt–Leipzig/Halle überquert südlich der A 14 die A 9 in ost-westlicher Richtung.
Das Schkeuditzer Kreuz trägt auf der A 9 die Anschlussstellennummer 15, auf der A 14 die Nummer 20.

## Geschichte
Das Schkeuditzer Kreuz wurde am 21. November 1936 in Betrieb genommen, aber erst am 5. November 1938 fertiggestellt. Es war das erste Autobahnkreuz in Europa.
Die ursprüngliche Bauform war ein vollständiges Kleeblatt mit deutlich kleineren Dimensionen.

## Bauform und Ausbauzustand
Im Bereich des Schkeuditzer Kreuzes verfügen beide Autobahnen über jeweils sechs Fahrstreifen.
Das Kreuz ist nach dem Grundprinzip der Kleeblattform gebaut. Abweichend davon ist die Verbindung von Dresden in Richtung Nürnberg/München durch eine Brücke (Fly Over) realisiert, welche die komplette A 9 überspannt und in einem weiten Linksbogen an die A 9 anschließt.

## Verkehrsaufkommen

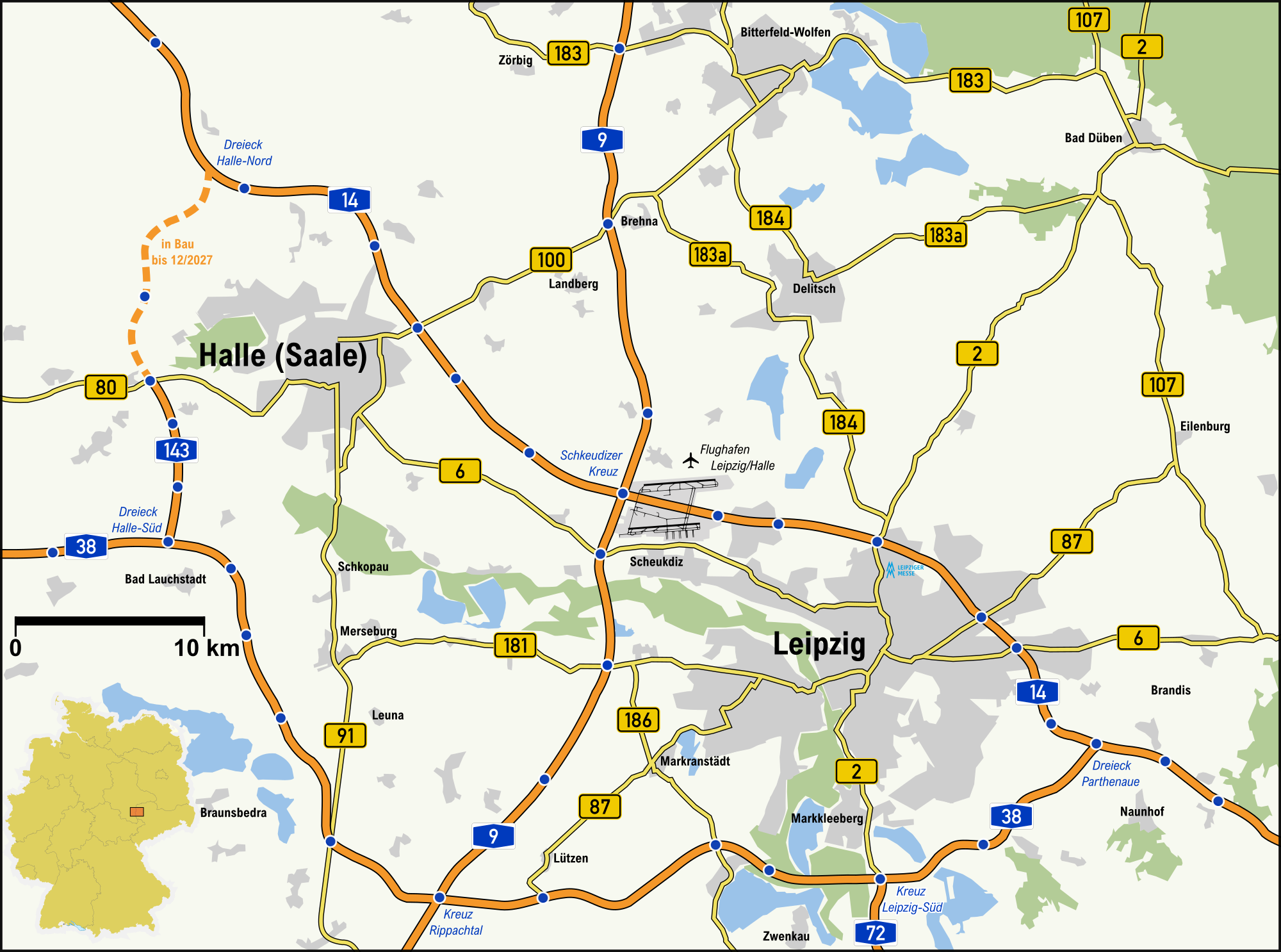
Das Schkeuditzer Kreuz als Verkehrsdrehscheibe in der Mitteldeutschen Schleife

Das Kreuz wird täglich von rund 123.000 Fahrzeugen befahren.
| Von                   | Nach                 | Durchschnittliche tägliche Verkehrsstärke | Anteil Schwerlastverkehr |
| --------------------- | -------------------- | ----------------------------------------- | ------------------------ |
| AS Wiedemar (A 9)     | Schkeuditzer Kreuz   | 62.400                                    | 17,1 %                   |
| AK Schkeuditzer Kreuz | AS Großkugel (A 9)   | 75.500                                    | 19,6 %                   |
| AS Gröbers (A 14)     | Schkeuditzer Kreuz   | 48.200                                    | 19,9 %                   |
| Schkeuditzer Kreuz    | AS Schkeuditz (A 14) | 59.600                                    | 16,3 %                   |